# Geoffrey Blancaneaux
Geoffrey Blancaneaux (født 8. august 1998 i Paris, Frankrig) er en professionel tennisspiller fra Frankrig.